# 台鐵CK80型蒸汽機車
臺鐵CK80型蒸汽機車為臺灣總督府鐵道部引進的B6型飽合式機車（即日本國鐵2120型（日本或英國製）與2500型（美國製））。引進時編為80型，臺鐵接收後編為CK80型。

## 概要
1898年起日本鐵道作業局因先前購入的B6型機車性能優良而開始大量引進，至1904年時日俄战争爆發，在大日本帝國陸軍的要求下總計187輛的B6型由野戰鐵道提理部接收使用。日俄戰爭結束後翌年南滿洲鐵道株式會社成立並於1907年提理部解散後接收其業務，1908年南滿洲鐵道完成標準軌改軌工程時臺灣縱貫鐵路也即將完工，使臺灣鐵道部向南滿洲鐵道引進因改軌而不再使用的B6型5輛並改編為80型（80－84）以彌補機車需求，後來臺灣鐵道部繼續於1909年－1911年間從日本引進10輛80型（85－94），引進後自1929年起為因應臺灣的熱帶氣候而改造駕駛室以增進通風並加裝空氣軔機系統:46。另外80型機車中較為不明的是91號（後來的CK92）機車，此車於紀錄中為缺號，但實際上卻已於1910年便引進臺灣，此外根據製造紀錄中91號的製造年份為1908年2月，但其餘同型車僅生產至1905年止，故此車的製造原因與引進臺灣的過程等細節仍不清楚。二次世界大戰結束後80型由臺灣鐵路管理局接收並編為CK80型（CK81－CK95）使用至1950年後逐漸報廢解體而無保存車。

### 製造、引進年表
| 引進年 | 製造廠                                | 製造年 | 輛數 | 製造序號          | 原編號         | 引進後編號 | 1949年後   |
| ------ | ------------------------------------- | ------ | ---- | ----------------- | -------------- | ---------- | ---------- |
| 1908年 | 英國 Dübs and Company                 | 1902年 | 1    | 4163              | 359            | 80         | CK81       |
| 1908年 | 英國 North British Locomotive Company | 1903年 | 2    | 15914 15917       | 363 366        | 81、82     | CK82、CK83 |
| 1908年 | 英國 North British Locomotive Company | 1905年 | 2    | 16776 16809       | 759 792        | 83、84     | CK84、CK85 |
| 1909年 | 美國 鮑爾溫機車廠                     | 1905年 | 3    | 25344 25419 25498 | 2521 2534 2548 | 85－87     | CK86－CK88 |
| 1910年 | 美國 鮑爾溫機車廠                     | 1905年 | 3    | 25358 25378 25381 | 2525 2526 2529 | 88－90     | CK89－CK91 |
| 1910年 | 美國 鮑爾溫機車廠                     | 1908年 | 1    | 32662             |                | 91         | CK92       |
| 1911年 | 英國 North British Locomotive Company | 1905年 | 3    | 16793－16795      | 2260－2262     | 92－94     | CK93－CK95 |

## 主要規格

### 基本資料[3]:44
- 日治時期形式：80型→C38型
- 號碼
  - 引進後車號：80－94
  - 1949年起：CK81－CK95
- 製造國（廠商）：英國（Dübs and Company、North British Locomotive Company）、美國（鮑爾溫機車廠）
- 引進年：1908年－1911年

### 規格[3]:220
- 車輪配置：C1（0-6-2）
- 飽合過熱別：飽合式
- 閥裝置\汽門：史式（Stephenson valve gear）
- 車長：10,516 mm
- 車寬：2,388 mm
- 車高：3,810 mm
- 機車整備重量：49.22噸（CK92除外）；49.52噸（CK92）
- 機車空車重量：36.88噸（CK92除外）；37.18噸（CK92）
- 車輪直徑
  - 動輪：1,250 mm
  - 臺車：970 mm
- 軸距（全6,020 mm）
  - 引擎：6,020 mm
  - 動輪：3,810 mm
  - 固定：3,810 mm
- 連結面間長：10,516 mm
- 汽缸
  - 數目：2個
  - 直徑：406 mm
  - 行程：610 mm
  - 牽引力：7,500 kgw
- 鍋爐使用壓力（實用汽壓）：11 kgw/cm²
- 傳熱面積（總計92.89 m²（CK92除外）；總計92.84 m²（CK92））
  - 火箱：8.61 m²
  - 煙管：84.28 m²（CK92除外）；84.23 m²（CK92）
- 爐篦面積：1.30 m²
- 煙管直徑×長度×數目
  - 小煙管：45 mm×3,140 mm×192支
- 空氣軔機
  - 空氣壓縮機：240單式
  - 主儲氣筒容積、數目：260×2個
  - 軔缸直徑、數目 
    - 引擎：254×1個（CK92除外）；234×1個（CK92）

  - 軔機倍率 
    - 引擎：6.90

  - 軔率：0.530（CK92除外）；0.528（CK92）
- 容量
  - 煤櫃：1.9 ton
  - 水櫃：7.8 m³（CK86－CK91）；8.1 m³（CK81－CK85、CK92－CK95）

## 外部連結
- （日語）汽車好きクラーケン-一枚の図面から 6 Shibata Bunskyをご存知ですか？ （页面存档备份，存于）